# Slovenia International 2003
Die Slovenia International 2003 im Badminton fanden vom 16. bis zum 19. Oktober 2003 in Ljubljana statt.

## Sieger und Platzierte
| Disziplin    | Gold                          | Silber                              | Bronze                                |
| ------------ | ----------------------------- | ----------------------------------- | ------------------------------------- |
| Herreneinzel | Shoji Sato                    | Przemysław Wacha                    | Hidetaka Yamada                       |
| Herreneinzel | Shoji Sato                    | Przemysław Wacha                    | Jürgen Koch                           |
| Dameneinzel  | Jill Pittard                  | Elena Shimko                        | Eriko Hirose                          |
| Dameneinzel  | Jill Pittard                  | Elena Shimko                        | Elena Sukhareva                       |
| Herrendoppel | Nicholas Kidd Nikolai Sujew   | Aleš Murn Andrej Pohar              | Yulian Hristov Boris Kessov           |
| Herrendoppel | Nicholas Kidd Nikolai Sujew   | Aleš Murn Andrej Pohar              | Michael Trojan Peter Zauner           |
| Damendoppel  | Elena Shimko Marina Yakusheva | Ragna Ingólfsdóttir Sara Jónsdóttir | Jeanine Cicognini Jasmin Pang         |
| Damendoppel  | Elena Shimko Marina Yakusheva | Ragna Ingólfsdóttir Sara Jónsdóttir | Judith Baumeyer Fabienne Baumeyer     |
| Mixed        | Simon Archer Donna Kellogg    | Nikolai Sujew Marina Yakusheva      | Denis Peshehonov Natalia Peshekhonova |
| Mixed        | Simon Archer Donna Kellogg    | Nikolai Sujew Marina Yakusheva      | Andrej Pohar Maja Pohar               |